# 2010年亞洲運動會跆拳道比賽
2010年亞洲運動會跆拳道比賽於11月17日至20日在广东体育馆進行，设男女各8个小项。

## 獎牌統計
| 排名 | 国家／地区        | 金牌 | 银牌 | 铜牌 | 總數 |
| ---- | ----------------- | ---- | ---- | ---- | ---- |
| 1    | 韩国（KOR）       | 4    | 4    | 2    | 10   |
| 2    | 中国（CHN）       | 4    | 2    | 4    | 10   |
| 3    | 伊朗（IRI）       | 3    | 2    | 4    | 9    |
| 4    | 泰国（THA）       | 2    | 2    | 4    | 8    |
| 5    | 中华台北（TPE）   | 2    | 0    | 3    | 5    |
| 6    | 约旦（JOR）       | 1    | 1    | 1    | 3    |
| 7    | 越南（VIE）       | 0    | 1    | 3    | 4    |
| 8    | （KAZ）           | 0    | 1    | 2    | 3    |
| 8    | （UZB）           | 0    | 1    | 2    | 3    |
| 10   | 阿富汗（AFG）     | 0    | 1    | 1    | 2    |
| 11   | 日本（JPN）       | 0    | 1    | 0    | 1    |
| 12   | 菲律宾（PHI）     | 0    | 0    | 4    | 4    |
| 13   | 印度尼西亚（INA） | 0    | 0    | 1    | 1    |
| 13   | 黎巴嫩（LIB）     | 0    | 0    | 1    | 1    |
| 總計 | 總計              | 16   | 16   | 32   | 64   |

## 各項成績

### 男子
| 項目         | 金牌                             | 银牌                             | 铜牌                                                   |
| 54公斤以下级 | 楚差瓦·考劳（泰国）              | 金成豪（韩国）                   | 许家霖（中华台北） · 约翰·保罗·利萨尔多（菲律宾）      |
| 58公斤以下級 | 魏辰洋（中华台北）               | 本益·甲拉革（泰国）              | 保罗·罗梅罗（菲律宾） · 许永增（中国）                 |
| 63公斤以下級 | 李大勋（韩国）                   | 那差·汶通（泰国）                | 冲利·郭（菲律宾） · 穆罕默德·贾瓦德·拉克扎伊（阿富汗） |
| 68公斤以下級 | 穆罕默德·巴盖里·穆塔米德（伊朗） | 章世旭（韩国）                   | 黄建南（中国） · 罗宗瑞（中华台北）                    |
| 74公斤以下級 | 阿里-礼萨·纳斯拉扎达尼（伊朗）   | 德米特里·基姆（）                | 巴迪瓦·通沙卢（泰国） · 杨清心（越南）                 |
| 80公斤以下級 | 纳比勒·哈桑（约旦）              | 内萨尔·艾哈迈德·巴哈维（阿富汗） | 法尔扎德·阿卜杜拉希（伊朗） · 赵林（中国）             |
| 87公斤以下級 | 优素福·卡拉米（伊朗）            | 朴容贤（韩国）                   | 阮仲强（越南） · 尹智猛（中国）                        |
| 87公斤以上級 | 许准宁（韩国）                   | 郑义（中国）                     | 阿尔曼·奇尔曼诺夫（） · 阿克马尔·伊尔加舍夫（）        |

### 女子
| 項目         | 金牌                | 银牌                    | 铜牌                                                                |
| 46公斤以下級 | 黄显咏（中华台北）  | 达娜·图兰（约旦）       | 弗朗西斯卡·瓦伦蒂娜（印度尼西亚） · 莎拉·霍什·贾迈勒·费克里（伊朗） |
| 49公斤以下級 | 吳靜鈺（中国）      | 笠原江梨香（日本）      | 差那提普·颂坎（泰国） · 武氏厚（越南）                              |
| 53公斤以下級 | 沙里达·蓬西（泰国） | 阮氏怀秋（越南）        | 权恩庆（韩国） · 萨玛内·谢什帕里（伊朗）                            |
| 57公斤以下級 | 李成慧（韩国）      | 侯玉琢（中国）          | 安德烈娅·保利（黎巴嫩） · 苏珊·哈吉普尔古利（伊朗）                 |
| 62公斤以下級 | 卢殷实（韩国）      | 拉赫莱·阿塞马尼（伊朗） | 吞娅暖·本尧（泰国） · 张琼芳（中华台北）                            |
| 67公斤以下級 | 郭耘菲（中国）      | 帕丽萨·法尔希迪（伊朗） | 古尔纳菲斯·艾特穆汉别托娃（） · 姜宝贤（韩国）                      |
| 73公斤以下級 | 罗微（中国）        | 费鲁扎·叶尔格绍娃（）   | 柯斯蒂·伊莱恩·阿洛拉（菲律宾） · 拉巴功·巴索素（泰国）              |
| 73公斤以上級 | 刘蕊（中国）        | 吴贞娥（韩国）          | 娜丁·达瓦尼（约旦） · 叶夫根尼娅·卡里莫娃（）                       |